# 포켓몬 불가사의 던전 모험단 시리즈
《포켓몬 불가사의 던전 나아가라! 화염의 모험단·간다! 폭풍의 모험단·노리자! 빛의 모험단》(일본어: ポケモン不思議のダンジョン すすめ!炎の冒険団・いくぞ!嵐の冒険団・めざせ!光の冒険団)은 2009년 8월 4일에 발매된 4세대 작품, Wii 시리즈로 발매된 게임이다.